# العلاقات السويدية الدومينيكية
العلاقات السويدية الدومينيكية هي العلاقات الثنائية التي تجمع بين السويد ودومينيكا.

## مقارنة بين البلدين
هذه مقارنة عامة ومرجعية للدولتين:
| وجه المقارنة                                              | السويد                                                                               | دومينيكا              |
| --------------------------------------------------------- | ------------------------------------------------------------------------------------ | --------------------- |
| المساحة (كم2)                                             | 450.30 ألف                                                                           | 751                   |
| عدد السكان (نسمة)                                         | 10.16 مليون                                                                          | 73.92 ألف             |
| الكثافة السكانية (ن./كم²)                                 | 22.56                                                                                | 9.84 ألف              |
| العاصمة                                                   | ستوكهولم                                                                             | روسو                  |
| اللغة الرسمية                                             | اللغة السويدية، لغات السامي، اللغة الفنلندية، منكيلي، اللغة الرومنية، اللغة اليديشية | لغة إنجليزية          |
| العملة                                                    | كرونة سويدية                                                                         | دولار شرق الكاريبي    |
| الناتج المحلي الإجمالي (بليون دولار)                      | 538.04 مليار                                                                         | 562.54 مليون          |
| الناتج المحلي الإجمالي (تعادل القوة الشرائية) بليون دولار | 469.01 مليار                                                                         | 789.63 مليون          |
| الناتج المحلي الإجمالي الاسمي للفرد دولار أمريكي          | 50.58 ألف                                                                            | 7.12 ألف              |
| الناتج المحلي الإجمالي للفرد دولار أمريكي                 | 45.30 ألف                                                                            | 10.88 ألف             |
| مؤشر التنمية البشرية                                      | 0.907                                                                                | 0.724                 |
| رمز المكالمات الدولي                                      | +46                                                                                  | +1767                 |
| رمز الإنترنت                                              | .se                                                                                  | .dm                   |
| المنطقة الزمنية                                           | توقيت وسط أوروبا، ت ع م+01:00، ت ع م+02:00، أوروبا/ستوكهولم ‏                         | 00، توقيت أطلنطي موحد |

## منظمات دولية مشتركة
يشترك البلدان في عضوية مجموعة من المنظمات الدولية، منها:
| علم المنظمة | اسم المنظمة                        | تاريخ انضمام السويد | تاريخ انضمام دومينيكا |
| ----------- | ---------------------------------- | ------------------- | --------------------- |
|             | مؤسسة التنمية الدولية              | 24 سبتمبر 1960      | 29 سبتمبر 1980        |
|             | يونسكو                             | 23 يناير 1950       | 9 يناير 1979          |
|             | وكالة ضمان الاستثمار متعدد الأطراف | 12 أبريل 1988       | 7 أكتوبر 1991         |
|             | الأمم المتحدة                      | 19 نوفمبر 1946      | 18 ديسمبر 1978        |
|             | الاتحاد البريدي العالمي            | ?                   | ?                     |
|             | البنك الدولي للإنشاء والتعمير      | 31 أغسطس 1951       | 29 سبتمبر 1980        |
|             | الاتحاد الدولي للاتصالات           | 1866                | 28 أكتوبر 1996        |
|             | منظمة حظر الأسلحة الكيميائية       | ?                   | ?                     |
|             | مؤسسة التمويل الدولية              | 20 يوليو 1956       | 29 سبتمبر 1980        |
|             | منظمة التجارة العالمية             | 1995                | ?                     |
|             | منظمة الشرطة الجنائية الدولية      | ?                   | ?                     |

## وصلات خارجية
- موقع وزارة الخارجية السويدية